# Charaxes phaeus
Charaxes phaeus är en fjärilsart som beskrevs av William Chapman Hewitson 1877. Charaxes phaeus ingår i släktet Charaxes och familjen praktfjärilar. Inga underarter finns listade i Catalogue of Life.

## Bildgalleri

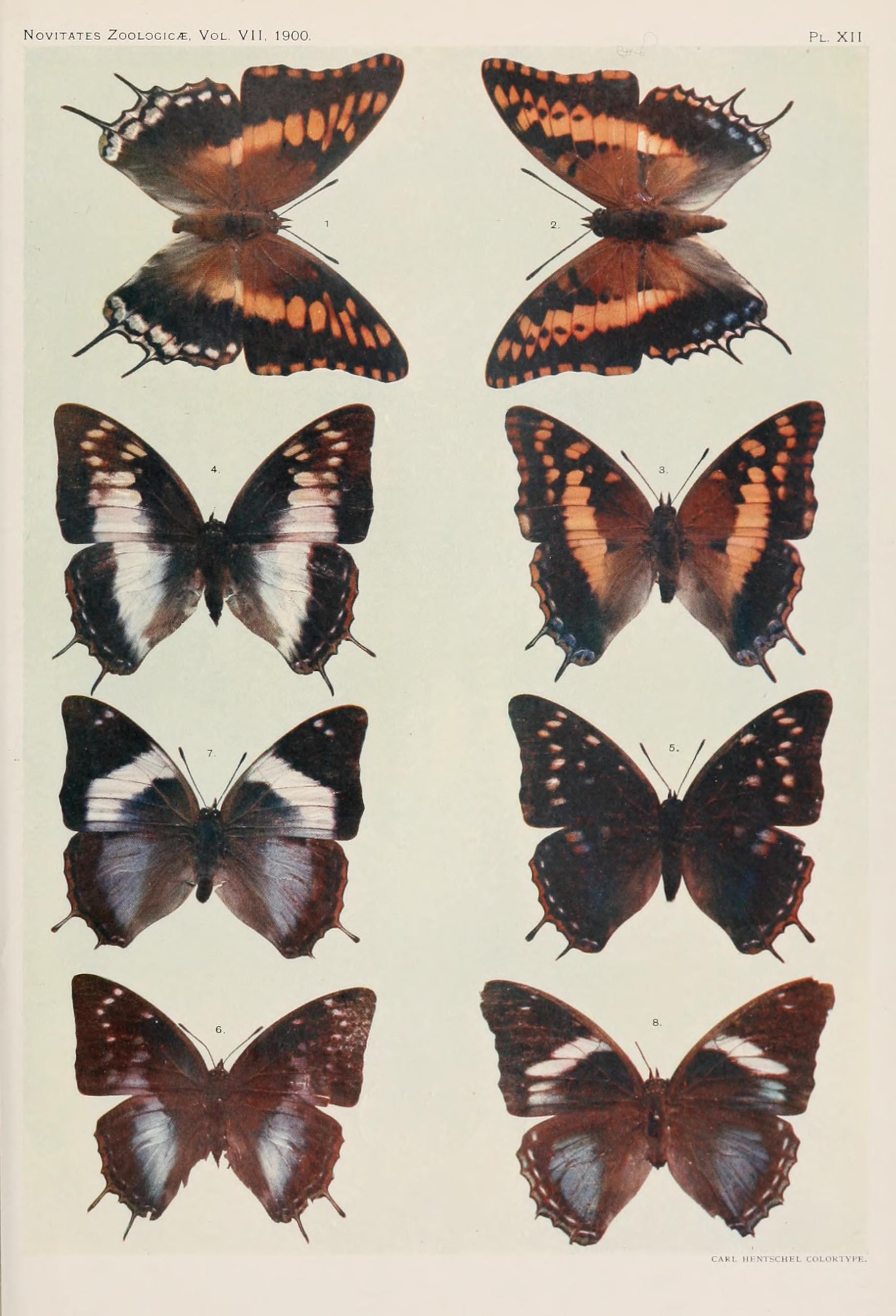